# Jerzy Mutermilch
Jerzy Mutermilch (ur. 1 czerwca 1903 w Warszawie, zm. 27 maja 1990 tamże) – polski uczony, specjalista z zakresu wytrzymałości materiałów, profesor doktor habilitowany inżynier Wydziału Budownictwa Lądowego Politechniki Warszawskiej.

## Życiorys
Urodził się jako najstarszy z czworga rodzeństwa w rodzinie Stanisława, lekarza bakteriologa, kierownika Pracowni Chemiczno-Bakteriologicznej Szpitala Dzieciątka Jezus, i Eugenii z Sachsów. Uczył się w Szkole Handlowej Ośmioklasowej Zgromadzenia Kupców m. st. Warszawy oraz w Gimnazjum Państwowym im. Adama Mickiewicza w Warszawie, które ukończył w 1921 otrzymując świadectwo dojrzałości. Od lipca do września 1921 pełnił służbę wojskową jako ochotnik w 205 p.p. W 1928 ukończył studia na Politechnice Warszawskiej, a następnie rozpoczął pracę w Centralnym Biurze Studiów i Projektów Kolejnictwa jako projektant mostów. Równocześnie od 1930 był związany z macierzystą uczelnią, gdzie został pracownikiem naukowo-dydaktycznym.
W 1945 obronił doktorat, w 1946 habilitował się, w tym samym roku został profesorem nadzwyczajnym. Następnie powierzono mu kierowanie Katedrą Wytrzymałości Materiałów, od 1951 był dziekanem Wydziału Budownictwa Lądowego, a od 1952 prorektorem Politechniki Warszawskiej. Od 1953 był redaktorem naczelnym miesięcznika Inżynieria i Budownictwo. W 1960 został profesorem zwyczajnym oraz dziekanem Wydziału Inżynierii Budownictwa (1960–1961 i 1963–1964).
Od 16 stycznia 1932 żonaty z Zofią Pauliną z Łopieńskich (1905–1989), z którą miał córkę Ewę.
Zmarł w Warszawie, pochowany na cmentarzu Powązkowskim (kwatera 68-4-32).

## Członkostwo
- Komitet Mechaniki PAN,
- Komitet Inżynierii Lądowej PAN,
- wiceprzewodniczący Zarządu Głównego (1962–1966) i wiceprzewodniczący Rady Głównej (1967–1971) Naczelnej Organizacji Technicznej,
- Rada Naukowa Instytutu Techniki Budowlanej (przewodniczący 1967–1984, honorowy przewodniczący od 1984),
- Towarzystwo Naukowe Warszawskie (członek korespondencyjny od 1950, członek zwyczajny od 1981),
- Polskie Towarzystwo Mechaniki Teoretycznej i Stosowanej (członek założyciel 1957, przewodniczący Zarządu Głównego 1965–1969, członek honorowy od 1970),
- Polski Związek Inżynierów i Techników Budownictwa (przewodniczący Zarządu Głównego 1958–1960, członek honorowy od 1975).

## Ordery i odznaczenia
- Krzyż Komandorski Orderu Odrodzenia Polski
- Krzyż Oficerski Orderu Odrodzenia Polski
- Medal 10-lecia Polski Ludowej (19 stycznia 1955)[4]
- Medal Komisji Edukacji Narodowej
- Odznaka tytułu honorowego „Zasłużony Nauczyciel Polskiej Rzeczypospolitej Ludowej”
- Złota odznaka honorowa „Zasłużony dla Budownictwa i Przemysłu Materiałów Budowlanych”
- Złota Odznaka PZITB
- Złota Odznaka NOT

## Nagrody i wyróżnienia
- Nagrody resortowe I stopnia (1964, 1973)
- Nagroda resortowa II stopnia - zespołowa (1975)